# Kent Classic
Kent Classic — пригласительный снукерный турнир, проходивший только один раз — в сезоне 1992/93 годов в Китае.
Турнир был частью Мировой Серии снукера и не входил в календарь мэйн-тура. В нём участвовали 16 игроков, из которых несколько были местными любителями, остальные — профессионалами. Начинались игры с 1/8 финала (формат нокаут-раунда). Все матчи проводились в Haidian Stadium, Пекин.
Ром Сурин, снукерист из Таиланда, стал единственным азиатским игроком, победившим своего оппонента. В первом раунде он выиграл у Нила Фудса.

## Победители
| Сезон   | Победитель  | Финалист      | Счёт | Приз победителю | Спонсор |
| ------- | ----------- | ------------- | ---- | --------------- | ------- |
| 1992/93 | Джон Пэррот | Стивен Хендри | 6:5  | £ 25 000        | Kent    |